# مندنهال اسپرینگز (کالیفرنیا)
مندنهال اسپرینگز (به انگلیسی: Mendenhall Springs) یک منطقهٔ مسکونی در ایالات متحده آمریکا است که در شهرستان آلامدا، کالیفرنیا واقع شده‌است. مندنهال اسپرینگز ۵۵۴ متر بالاتر از سطح دریا واقع شده‌است.